# 村田春樹

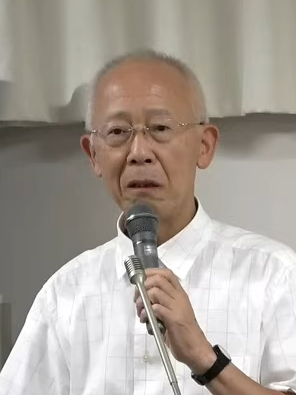
2025年、演説をする村田

村田 春樹（むらた はるき、1951年〈昭和26年〉3月9日 - ）は、日本の政治活動家。三島由紀夫が結成した「楯の会」の5期生。「外国人参政権に反対する市民の会」東京代表、「自治基本条例に反対する市民の会」会長、維新政党・新風東京都本部国民運動委員長（2015年当時）、「従軍慰安婦の嘘を許さない女性の会」事務局長をそれぞれ務める。

## 経歴
東京生まれ。1966年（昭和41年）4月に早稲田大学高等学院に入学。高校入学と同時に月刊誌『文藝春秋』を毎月購読、学内ではバレーボール部に入部し、3年生の6月まで練習に明け暮れた。高校1年の時、中国で文化大革命が起き、日本のマスコミもそれを礼讃し中国を理想国家のように持ち上げる風潮があったが、その一方で、香港に泳いでまで亡命しようとした中国人が何百人もフカに食われて死んだことを知り、その革命に疑問を抱いた。そのため村田は高等学院新聞に「中国共産党批判」という一文を投稿。当時の高等学院新聞は左翼的で、編集長は生徒会長の赤松広隆（3年）であったが、紙面が埋まれば何でもよかったため無事掲載された。
1969年（昭和44年）3月に早稲田大学高等学院を卒業し、4月、早稲田大学第一政治経済学部政治学科に入部。入学式は、過激派学生（三派系全学連）による暴力と占拠で中止となる。村田はノンポリであったが、入学してすぐにクラス委員に立候補し無投票で任命された。大学1年の頃は「ミュージックファンクラブ」という同好会に所属し、髪型も長髪でナンパ系であったが、「死守」と口では言いつつ機動隊が来るとすぐにヘタれる全学連を嫌悪し、一貫して反共産主義であった。
1970年（昭和45年）1月の期末試験の時期、左翼の看板の字体とは異なる「三島由紀夫と自衛隊に行こう！」という看板を目にした村田は、「俺が求めていたものはこれだ！」と確信する。試験直後にすぐにそこに書かれていた電話番号に連絡した村田は、地下鉄早稲田駅の上にあった喫茶店「オリエント」で、早稲田大学教育学部4年で楯の会の学生長・森田必勝と出会う。自衛隊体験入隊一か月の費用（衣食住全部）が無料だと聞いて驚いた村田は、ついでに、ビートルズやローリング・ストーンズのロックが一か月も聞けないのは辛いので、聞けるのか質問すると、PXという食堂娯楽施設（酒保）にジュークボックスがあるから大丈夫じゃないかな、と森田は半ば呆れながらもニコッと笑っていたという。だが村田は楯の会に制服があることも知らなかったため、少なくとも制服目当てのミーハー応募でないと森田は安堵した様子であった。
森田必勝の一次面接を合格した村田は、一週間後の2月4日に銀座の画廊「月光荘」の地下一階にある会員制クラブ「サロン・ド・クレエル」で、三島由紀夫と面接した。面接の最中、最近どんな本を読んでいるか聞かれた村田は、「大江健三郎です」と答えたが、大江の「政治少年死す」（「セヴンティーン」の最終場面）の感想を聞かれても、記憶になかった（小説後半は右翼の抗議に怖れをなした大江が版権を放棄し、刊行されなかったため）。三島は、村田のきょとんとした表情に、なんでこんな奴を連れてきたんだというような顔で森田の方を見たが、森田はにっこりした笑顔で、「村田君はなかなか元気が良いですから」と言ってくれていたという。そのため村田は無事に二次面接も合格になり、髪を短くして3月から陸上自衛隊富士学校滝ヶ原駐屯地で体験入隊した。
脱落者も出た厳しい一か月の猛訓練を耐え抜き、最終日の除隊の時には生れて初めて号泣した村田は楯の会会員5期生となり（会員中、最年少）、民族派学生運動にシフトしていった。楯の会の活動は、学内で暴れている左翼と全く違い、真剣な姿勢で訓練に臨んでいるのを目の当たりにした村田は、三島や会員らの本気度を実感した。村田の軟弱さに、「俺たちはいつでも腹を切る覚悟でやってるんだ。そんな覚悟もないというなら辞めてしまえ」と厳しく一喝する先輩会員もいた。自分たちの行く末は「死」か「刑務所」だと感じ悩んだ末、自分はいざという時に腹を切れないと、村田は退会を班長の勝又武校と隊長の森田に申し入れるが、森田に「村田よ、俺だっていざとなったら小便ちびって逃げるかもしれないよ。人間なんて、いざとなったらみんな弱いものさ。だから、村田、おまえももう少しいろよ」と引き留められ思いとどまる。
早稲田の学生を中心として活動する「尚史会」の塾生にもなり、同じく楯の会会員で早稲田の先輩の阿部勉の人間性にも畏敬の念を抱いた。その合宿や楯の会の訓練の日々の中、1970年（昭和45年）11月25日の三島事件当日は、現場の市ヶ谷駐屯地内の市ヶ谷会館での例会に参加していた（詳細は、「楯の会を参照」）。先輩の森田が切腹したのを知った村田は、自分の退会を引き留めた時、すでに森田が市ヶ谷で死ぬ覚悟だったから、「大丈夫だよ、お前は生き残れる」という真意があったことを知った。その後、楯の会3期生だった福田俊作を通じ、チベットからの亡命者で亜細亜大学の学生だったペマ・ギャルポと知り合ったり、福田と共に沖縄や台湾に旅したりした。
就職活動は、大手の鉄鋼会社の試験を受けるが、元楯の会会員だと判明すると不合格となった。1973年（昭和48年）4月、第一生命に就職し、1977年（昭和52年）に結婚。2001年（平成13年）に、「三島森田事務所」の一員として参加。その後、維新政党・新風に入党した。新風東京の前代表松村久義は早稲田の2年先輩だった。第一生命では、2004年（平成16年）から2011年（平成23年）に還暦で定年退職するまで関連会社に出向していた。その間、「外国人参政権に反対する市民の会」の活動を始め、定年後は、「自治基本条例に反対する市民の会」を立ち上げて会長に就任。その他、皇室や日韓関係等、さまざまな講演活動を行っている。

## 活動
保守系の雑誌等に寄稿多数する。日本文化チャンネル桜の番組に不定期出演して在日外国人への日本における外国人参政権付与反対の主張を行っている。
2011年10月16日、在日特権を許さない市民の会会員として朝鮮学校無償化に反対する街宣活動を行なった。
2012年（平成24年）6月、維新政党・新風代表の鈴木信行、同党の党員である櫻井達郎、山本和幸の3名と共に訪韓して、韓国挺身隊問題対策協議会と独島研究所の建物の前に「竹島の碑（通称）」なる杭および従軍慰安婦問題に関するビラを設置し、韓国の世論から「杭テロ」との指弾を受けて4名は韓国政府から入国拒否対象者に指定された。
原子力発電推進の立場で東京電力ホールディングスに対して株主提案などを行なっている。
キー局5社の認定放送持株会社の株主としてテレビ朝日の株主総会に出席し放送法遵守を求める活動やTBSデモの実行委員長としてデモを主催するなどしている。
新日鉄住金株主総会での朝鮮人徴用工問題で賠償金を払わないよう求めた。日清製粉株主総会に於いてはTBSサンデーモーニングが放送法4条違反であるとして企業価値の面からスポンサーを降りるよう求める活動を行っている。

### 皇室について
天皇に対して強い敬意を示している。女性宮家の創設については反対の立場であり、皇統は男系男子と主張。2012年（平成24年）の主張において、女性宮家創設で明仁天皇の公務の負担軽減ができるというマスコミが報じた意見に対し、明仁天皇の宗教祭祀の代行は神主、国事行為などの公務の代行は摂政就任順位に基づき第一に皇太子徳仁親王、次に秋篠宮文仁親王が代行されるため、女性宮家対象の代行順位の低い女性皇族まで公務が回ることはありえないとして、その案に反対した。また明仁天皇のご公務の負担増大については女性宮家を創設するための理由作りであるとした。

## 著書
- 『日本乗っ取りはまず地方から! : 恐るべき自治基本条例!』青林堂〈SEIRINDO BOOKS〉、2014年3月。ISBN 978-4792604899。
- 『三島由紀夫が生きた時代 : 楯の会と森田必勝』青林堂、2015年10月。ISBN 978-4792605322。
- 『ちょっと待て!!自治基本条例 : まだまだ危険、よく考えよう』青林堂、2018年3月。ISBN 978-4792606176。
- 『今さら聞けない皇室のこと』展転社、2018年4月。ISBN 978-4886564597。
- 『三島由紀夫は蓮田善明の後を追った : 開かれた皇室への危惧』展転社、2023年11月。ISBN 978-4886565693。